# Vultureni, Cluj
Vultureni là một xã thuộc hạt Cluj, România. Dân số thời điểm năm 2002 là 1573 người.